# 白桑皮粉蝨
白桑皮粉蝨（学名：Pealius mori）为粉蝨科皮粉蝨屬下的一个种。

## 扩展阅读
- 維基物種上的相關：白桑皮粉蝨